# Еміліо Ісагірре
Еміліо Ісагірре (ісп. Emilio Izaguirre, нар. 10 травня 1986, Тегусігальпа) — гондураський футболіст, захисник клубу «Марафон» та національної збірної Гондурасу.
Чотириразовий володар Кубка Шотландії. Семиразовий чемпіон Шотландії. 

## Клубна кар'єра
Народився 10 травня 1986 року в місті Тегусігальпа. Вихованець футбольної школи клубу «Мотагуа». Дорослу футбольну кар'єру розпочав 2003 року в основній команді того ж клубу, в якій провів сім сезонів, взявши участь у 143 матчах чемпіонату. Більшість часу, проведеного у складі «Мотагуа», був основним гравцем захисту команди.
До складу шотландського «Селтіка» приєднався 2010 року. Відтоді встиг відіграти за команду з Глазго понад 100 матчів в національному чемпіонаті. У 2011 року був визнаний найкращим гравцем сезону в шотландській Прем'єр-лізі.

## Виступи за збірну
2007 року дебютував в офіційних матчах у складі національної збірної Гондурасу. Наразі провів у формі головної команди країни 110 матчів, забивши 5 голів.
У складі збірної був учасником розіграшу Золотого кубка КОНКАКАФ 2007 року, а також чемпіонату світу 2010 року.
Включений до складу збірної для участі у фінальній частині чемпіонату світу 2014 року у Бразилії.

## Титули і досягнення

### Командні
- Володар Кубка Шотландії (4):

«Селтік»:  2010–11, 2012–13, 2016–17, 2018–19
- Чемпіон Шотландії (7):

«Селтік»:  2011–12, 2012–13, 2013–14, 2014–15, 2015–16, 2016–17, 2018–19
- Володар Кубка шотландської ліги (3):

«Селтік»: 2014–15, 2016–17, 2018–19

### Особисті
- Найкращий гравець сезону в шотландській Прем'єр-лізі (1):

2011